# تپه‌های بلوار ۲
تپه‌های بلوار ۲ در شهرستان شوشتر، روستای عرب حسن واقع شده و این اثر در تاریخ ۵ آذر ۱۳۸۰ با شمارهٔ ثبت ۴۲۸۱ به‌عنوان یکی از آثار ملی ایران به ثبت رسیده است.